# Казе Иполити (Терамо)
Казе Иполити (итал. Case Ippoliti) је насеље у Италији у округу Терамо, региону Абруцо.
Према процени из 2011. у насељу је живело 19 становника. Насеље се налази на надморској висини од 228 м.